# Plectranthias
Plectranthias ist eine Gattung der Fahnenbarsche (Anthiadidae). Die Fische leben vor allem in Korallen- und Felsriffen im tropischen Indopazifik, drei Arten kommen im östlichen Pazifik vor und eine (P. garrupellus) im tropischen westlichen Atlantik.

## Merkmale
Die meisten Plectranthias-Arten erreichen Standardlängen von 4,5 bis 11 cm. Einige werden 15 bis 20 cm lang. Wie die meisten Fahnenbarsche sind sie von rötlicher oder gelblicher Grundfärbung, in ihrer Gestalt ähneln sie jedoch mehr den Sägebarschen (Serranidae) oder den Büschelbarschen (Cirrhitidae). Der Körper ist oval bis länglich oval und für gewöhnlich 2,3- bis 3,1-mal so lang wie hoch. Hart- und weichstrahliger Abschnitt der Rückenflosse sind durch einen mehr oder weniger ausgeprägten Einschnitt voneinander getrennt. Der Körper ist von großen, deutlich ausgeprägten Kammschuppen bedeckt. Der Kopf ist mehr oder weniger beschuppt. Die parallel zur Rückenlinie, nur wenige Schuppenreihen unterhalb der Rückenflosse verlaufende Seitenlinie ist vollständig oder unterhalb des weichstrahligen Abschnitts der Rückenflosse unterbrochen. Die normalerweise unbeschuppte Maxillare hat an ihrem dorsalen Rand einen niedrigen Grat. Der Gaumen ist bezahnt. Vordere und hintere Nasenöffnungen jeder Kopfseite stehen nah zusammen, die vorderen sitzen am Ende einer kleinen Röhre. Das Präoperculum ist gezähnt. Die meisten Kieferzähne sind konisch. Einige vorn stehende und ein bis drei in der Mitte jeder Unterkieferseite sind zu Fangzähnen verlängert.
- Flossenformel: Dorsale X/13–20; Anale III/6–8; Pectorale 12–18, Ventrale I/5, Caudale 17.[3]
- Schuppenformel: SL 28-46.[4]
- Kiemenrechen: 14-31.[4]
- Branchiostegalstrahlen 7.[3]
- Wirbel: 10+16.[3]

Der letzte Flossenstrahl von Rücken- und Afterflosse teilt sich an der Basis, wird aber als ein Flossenstrahl gezählt. Die Brustflossenstrahlen sind verzweigt oder unverzweigt. Bei Arten mit verzweigten Brustflossenstrahlen können die Jungfische unverzweigte Brustflossenstrahlen haben. Die Flossenbasen der unpaaren Flossen und der Brustflosse sind mit kleinen, dünnen Schuppen besetzt.
Die Gattung Plectranthias ist möglicherweise nicht monophyletisch. Die westatlantische Art P. garrupellus und die drei ostpazifischen Arten (P. exsul, P. nazcae und P. parini) haben eine andere, ursprünglichere Schuppenmorphologie als die indopazifischen Arten und da die Schuppenmorphologie ein wichtiges Merkmal in der Taxonomie der Fahnenbarsche ist, müssen die vier Arten eventuell in eine andere Gattung überführt werden.

## Lebensweise
Plectranthias-Arten leben bodennah und versteckt in Fels- und Korallenriffen in Tiefen von 20 bis 300 Metern. Im Unterschied zu den meisten anderen Fahnenbarscharten sind sie eher einzelgängerisch und meiden das offene Wasser. Die meisten Plectranthias-Arten haben eine geringe Anzahl von Kiemenrechen als die meisten übrigen Fahnenbarscharten und ernähren sich vor allem von größerer Beute, wie Krebstieren und kleinen Fischen.

## Arten

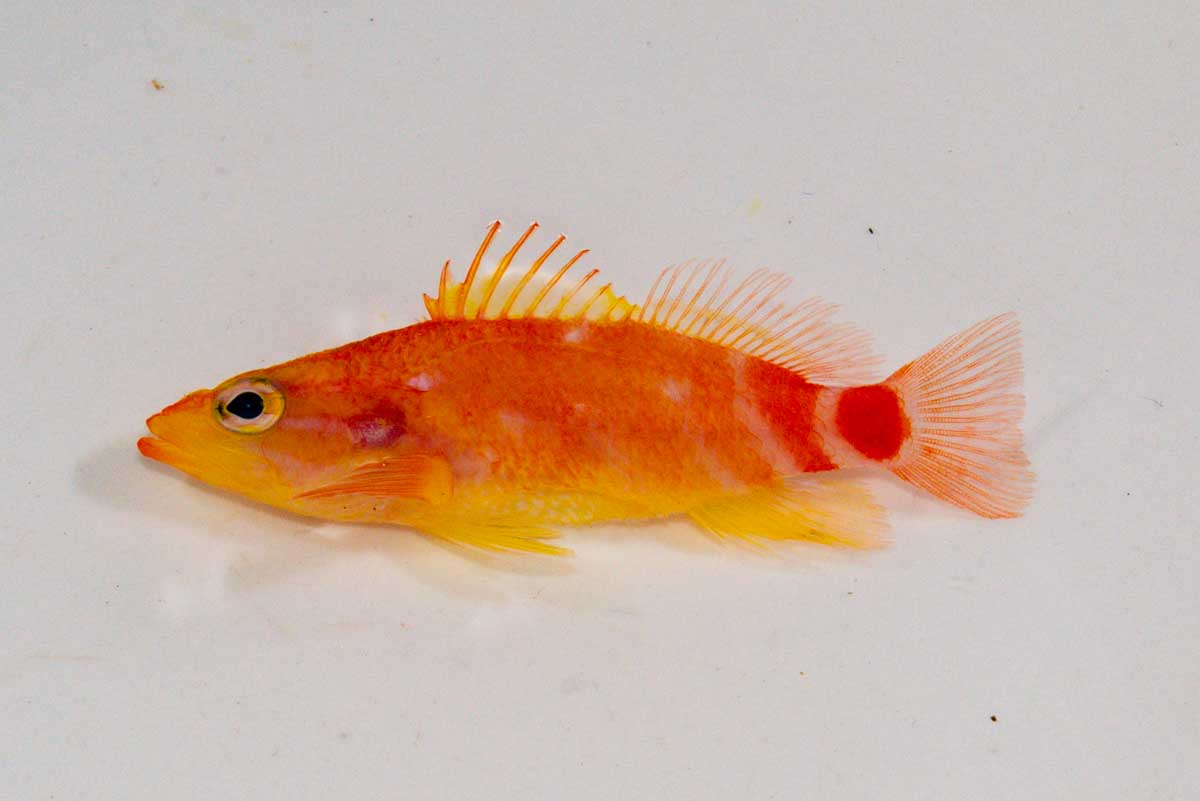
Plectranthias ahiahiata

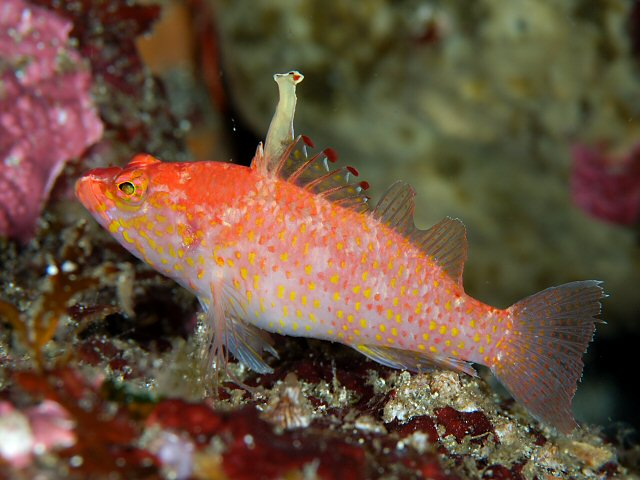
Plectranthias altipinnatus

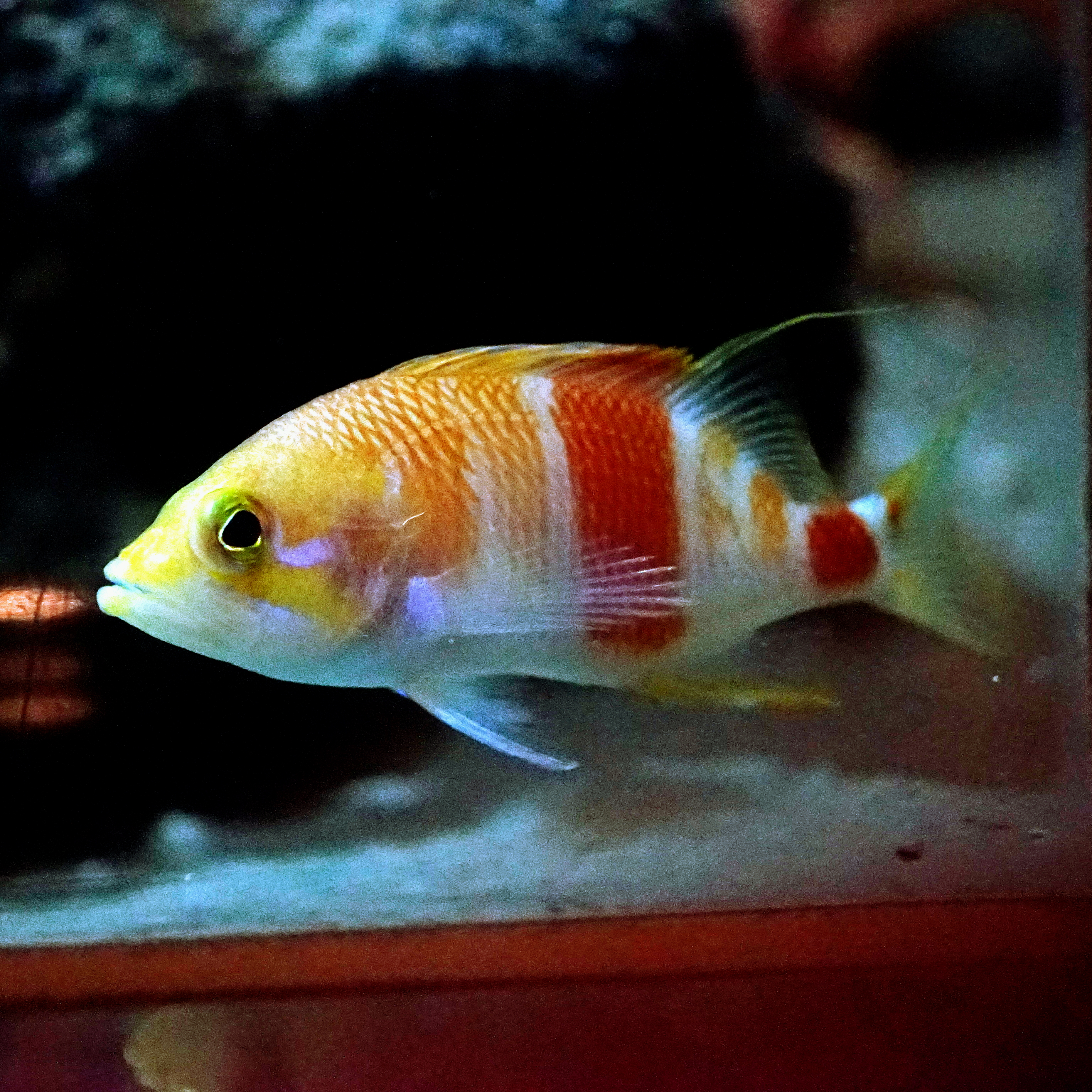
Plectranthias azumanus

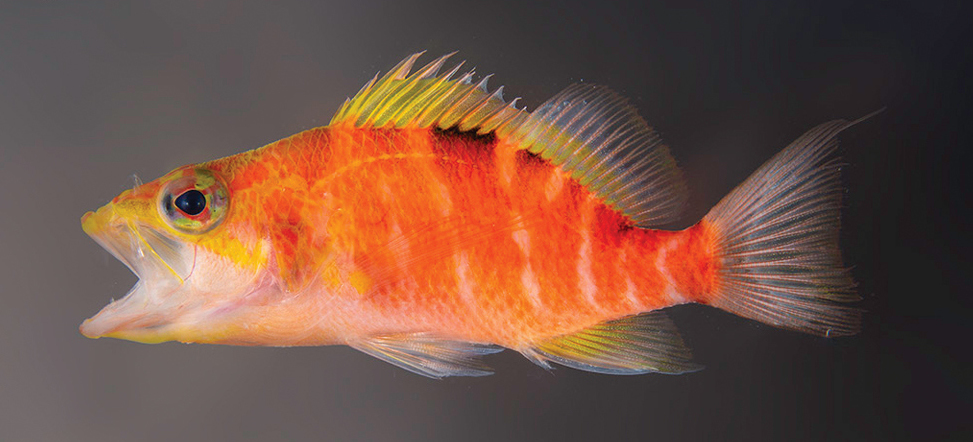
Plectranthias hinano

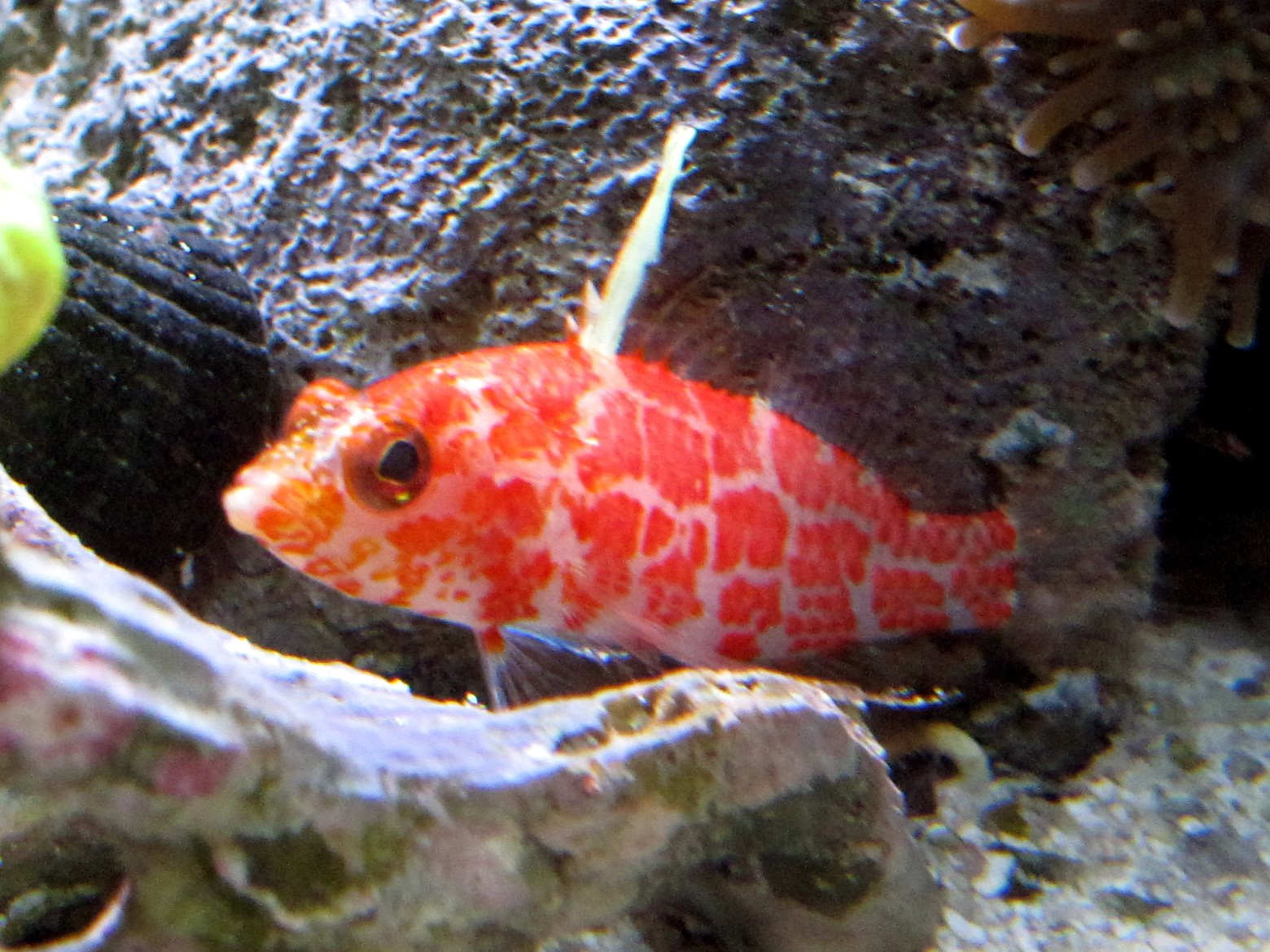
Plectranthias inermis

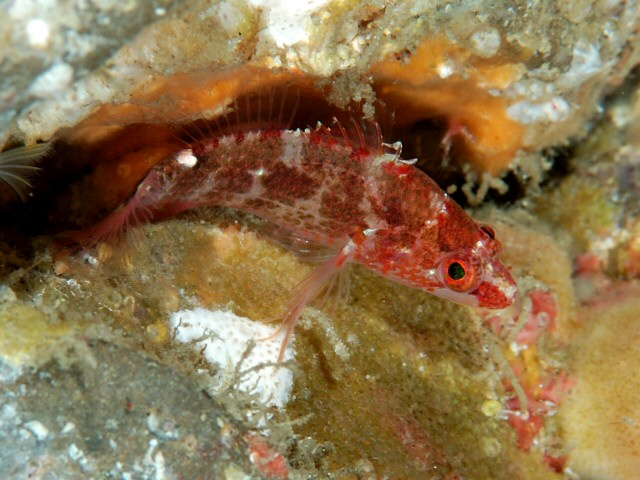
Plectranthias longimanus

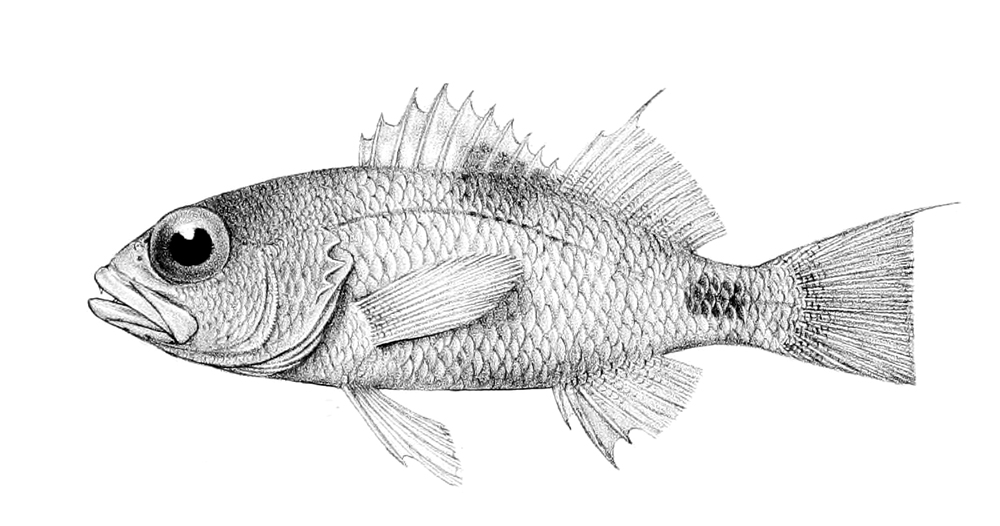
Plectranthias maculicauda

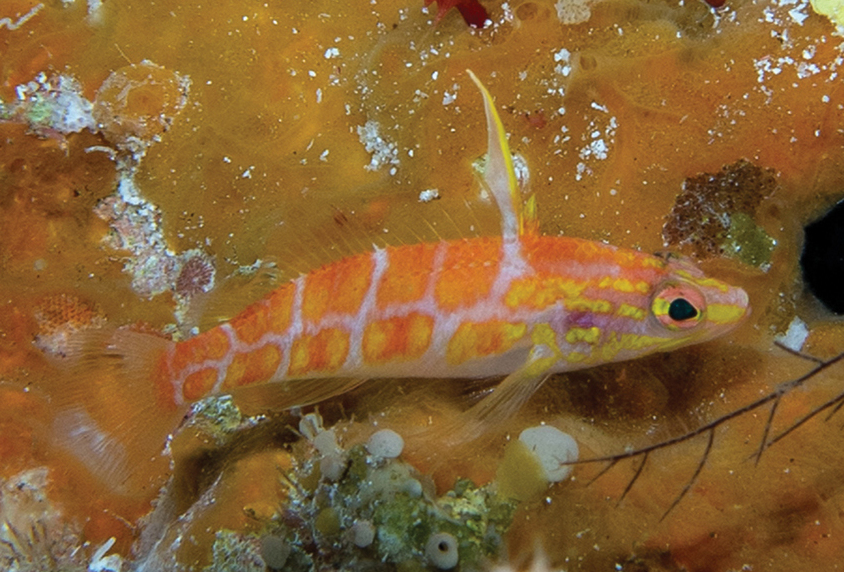
Plectranthias polygonius

Es gibt über 50 Plectranthias-Arten. Viele Arten sind nur wenig erforscht und nur von einer oder zwei Örtlichkeiten oder nur einem gesammelten Exemplar bekannt. Da sie oft unterhalb der Tiefe vorkommen, die ein gewöhnlicher Taucher erreichen kann, sind von vielen Arten nur wenige präparierte Exemplare in den Sammlungen naturwissenschaftlicher Museen vorhanden.
- Plectranthias ahiahiata Shepherd et al., 2018[5]
- Plectranthias alcocki Bineesh et al., 2014
- Plectranthias alleni Randall, 1980
- Plectranthias altipinnatus Katayama & Masuda, 1980
- Plectranthias anthioides (Günther, 1872), Typusart
- Plectranthias azumanus (Jordan & Richardson, 1910)
- Plectranthias bauchotae Randall, 1980
- Plectranthias bennetti Allen & Walsh, 2015
- Plectranthias bilaticlavia Paulin & Roberts, 1987
- Plectranthias cirrhitoides Randall, 1980
- Plectranthias elaine Heemstra & Randall, 2009
- Plectranthias elongatus Wu, Randall & Chen, 2011
- Plectranthias exsul Heemstra & Anderson, 1983
- Plectranthias ferrugineus Gill et al., 2021[7]
- Plectranthias fijiensis Raj & Seeto, 1983
- Plectranthias flammeus Williams et al., 2013
- Plectranthias foresti Fourmanoir, 1977
- Plectranthias fourmanoiri Randall, 1980
- Plectranthias gardineri (Regan, 1908)
- Plectranthias garrupellus Robins & Starck, 1961
- Plectranthias grahami Gill et al., 2021[7]
- Plectranthias helenae Randall, 1980
- Plectranthias hinano Shepherd, Phelps, Pinheiro, Rocha & Rocha, 2020[8]
- Plectranthias inermis Randall, 1980
- Plectranthias intermedius (Kotthaus, 1973)
- Plectranthias japonicus (Steindachner in Steindachner & Döderlein, 1883)
- Plectranthias jothyi Randall, 1996
- Plectranthias kamii Randall, 1980
- Plectranthias kelloggi (Jordan & Evermann, 1903)
- Plectranthias knappi Randall, 1996
- Plectranthias lasti Randall & Hoese, 1995
- Plectranthias longimanus (Weber, 1913)
- Plectranthias maculicauda (Regan, 1914)
- Plectranthias maekawa Wada et al., 2018
- Plectranthias maugei Randall, 1980
- Plectranthias mcgroutheri Gill et al., 2021[7]
- Plectranthias megalepis (Günther, 1880)
- Plectranthias megalophthalmus Fourmanoir & Randall, 1979
- Plectranthias moretonensis Gill et al., 2021[7]
- Plectranthias morgansi (Smith, 1961)
- Plectranthias nanus Randall, 1980
- Plectranthias nazcae Anderson, 2008
- Plectranthias oumati Williams et al., 2013
- Plectranthias pallidus Randall & Hoese, 1995
- Plectranthias parini Anderson & Randall, 1991
- Plectranthias pelicieri Randall & Shimizu, 1994
- Plectranthias polygonius Shepherd, Phelps, Pinheiro, Rocha & Rocha, 2020[8]
- Plectranthias purpuralepis Tang, Lai & Ho, 2020
- Plectranthias randalli Fourmanoir & Rivaton, 1980
- Plectranthias retrofasciatus Fourmanoir & Randall, 1979
- Plectranthias robertsi Randall & Hoese, 1995
- Plectranthias rubrifasciatus Fourmanoir & Randall, 1979
- Plectranthias ryukyuensis Wada et al., 2020
- Plectranthias sagamiensis (Katayama, 1964)
- Plectranthias sheni Chen & Shao, 2002
- Plectranthias takasei Gill, Tea & Senou, 2016
- Plectranthias taylori Randall, 1980
- Plectranthias vexillarius Randall, 1980
- Plectranthias wheeleri Randall, 1980
- Plectranthias whiteheadi Randall, 1980
- Plectranthias winniensis (Tyler, 1966)
- Plectranthias yamakawai Yoshino, 1972